# Zalesie (Iwanowice)
Pour les articles homonymes, voir Zalesie.
Zalesie est une localité polonaise de la gmina d'Iwanowice, située dans le powiat de Cracovie en voïvodie de Petite-Pologne.